# Joseph-Marie Quérard
Joseph-Marie Quérard (Rennes, 25 dicembre 1797 – Parigi, 3 dicembre 1865) è stato uno scrittore e bibliografo francese.

## Biografia
Dopo un periodo di apprendistato presso un libraio, si trasferì in Austria, risiedendo a Vienna dal 1819 al 1824. In questo periodo elaborò il primo tomo (online) della sua opera principale, La France littéraire, ou Dictionnaire bibliographique desa savants, historiens, et gens de lettres de la France, un dizionario bio-bibliografico sui principali scrittori e storici francesi, con particolare riguardo ai secoli XVIII e XIX, composto di dieci volumi usciti tra il 1827 e il 1839 (ed un supplemento in due volumi). 
Tra gli altri repertori da lui compilati, si ricordano i cinque volumi editi tra il 1845 e il 1856 de Les supercheries littéraires dévoilées, i sei volumi della Littérature française contemporaine usciti tra il 1840 (online) e il 1857, nonché un dizionario sulle opere anonime e pseudonime,  il Dictionnaire des ouvrages-polyonymes et anonymes de la littérature française, 1700-1850 del 1846. Lui stesso scrisse, talvolta, sotto gli pseudonimi di Marie-Jozon d'Erquar e di Photius.
Segnalò, tra l'altro, come alcune opere attribuite ad Alexandre Dumas padre furono scritte, invece, da Auguste Maquet e Pier Angelo Fiorentino, fra i principali collaboratori del celebre romanziere francese. Nel 1842 pubblicò una bibliografia di Voltaire, mentre nel 1849 diede alle stampe dei cenni bibliografici sulle opere di Lamennais (online). È stato anche autore di un saggio storico-letterario e genealogico sulla famiglia Bonaparte (online)
Decorato della Legion d'onore, Quérard è sepolto nel cimitero di Montparnasse a Parigi.